# Obby Kapita
Obby Kapita (ur. 1951 w Lusace – zm. 29 czerwca 2002 tamże) – zambijski piłkarz grający na pozycji napastnika. W swojej karierze grał w reprezentacji Zambii.

## Kariera klubowa
W swojej karierze piłkarskiej Kapita grał w klubie Green Buffaloes.

## Kariera reprezentacyjna
W 1974 roku Kapita został powołany do reprezentacji Zambii na Puchar Narodów Afryki 1974. Zagrał w nim w jednym meczu, grupowym z Ugandą (1:0), w którym strzelił gola.
W 1978 roku Kapitę powołano do kadry na Puchar Narodów Afryki 1978. W tym turnieju zagrał w trzech meczach: z Ghaną (1:2), w którym strzelił gola, z Górną Woltą (2:0) i z Nigerią (0:0).